# Raión de Glusk
Glusk (en bielorruso: Глускі раён) es un raión o distrito de Bielorrusia, en la provincia (óblast) de Maguilov. 
Comprende una superficie de 1336 km².

## Demografía
Según estimación 2010 contaba con una población total de 16457 habitantes.